# Fabrice Calligny
Fabrice Calligny, född den 7 november 1981, är en fransk friidrottare som tävlar i kortdistanslöpning.
Calligny deltog vid VM 2001 där han blev utslagen i försöken på 100 meter. Vid EM 2002 blev han utslagen i kvartsfinalen på 100 meter. Hans främsta merit kom vid EM 2006 då han ingick i stafettlaget på 4 x 100 meter som blev bronsmedaljörer.

## Personliga rekord
- 100 meter - 10,22